# Judaspengar
Judaspengar är en svensk kortfilm från 1915 i regi av Victor Sjöström. 

## Om filmen
Filmen premiärvisades 16 november 1915 på Paladsteatret i Köpenhamn. Filmen spelades in vid Svenska Biografteaterns ateljé på Lidingö med exteriörer från Östra Varvsgatan och Långa gatans bortersta del i Djurgårdsstaden av Julius Jaenzon och Henrik Jaenzon.  
Filmen ansågs länge vara förlorad, men i oktober 2017 hittades en nästan komplett kopia vid det franska filminstitutet CNC som tillsammans med Svenska filminstitutet kommer att restaurera filmen och framställa visningskopior.

## Roller
- Egil Eide - Blom, arbetare
- John Ekman - Holk, hans kamrat
- Kaja Eide - Bloms hustru
- Stina Berg - Mjölkförsäljerskan
- Gabriel Alw - Landsfiskalens notarie